# 쉐보레 트래버스
쉐보레 트래버스(Chevrolet Traverse)는 제너럴 모터스 산하 쉐보레 사업부에서 출시한 전륜구동 기반 준대형 스포츠 유틸리티 자동차(SUV)이다.

## 1세대

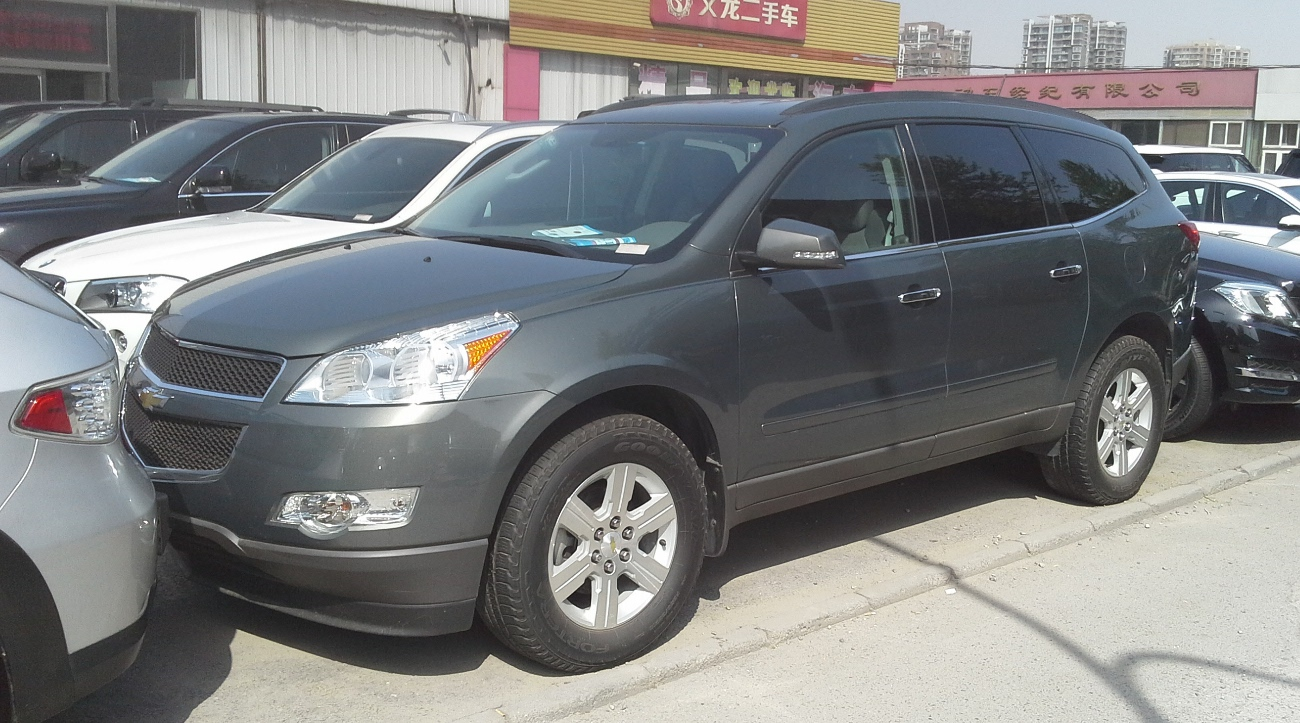
쉐보레 트래버스 (전기형) 정측면

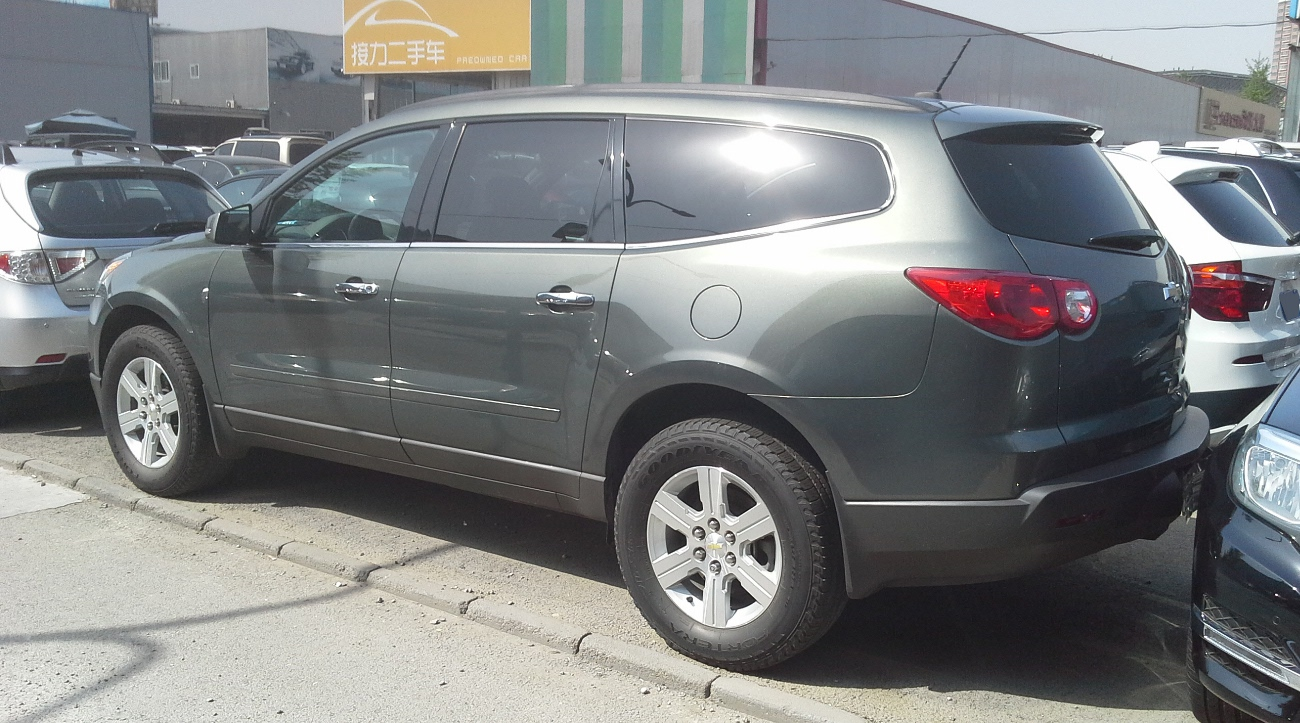
쉐보레 트래버스 (전기형) 후측면

2008년 시카고 모터쇼에서 처음으로 선보였으며, 동년 10월부터 판매를 시작했다. 2012년 뉴욕 모터쇼에서 페이스리프트 버전이 발표되었으며, 이듬해인 2013년에 페이스리프트 모델이 출시됐다. 2017년 2세대와 통합되면서 단종되었다.

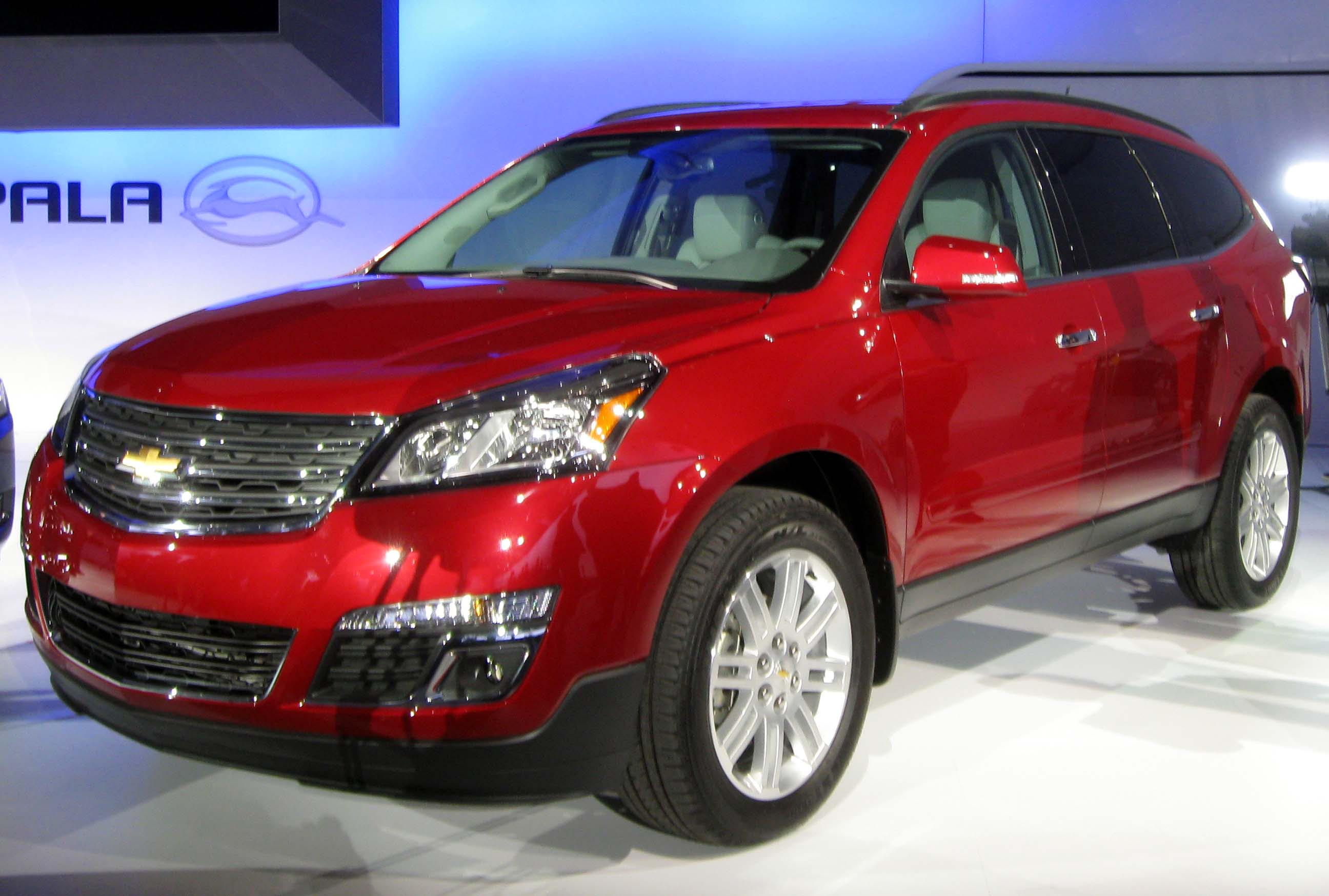
쉐보레 트래버스 (후기형) 정측면

## 2세대

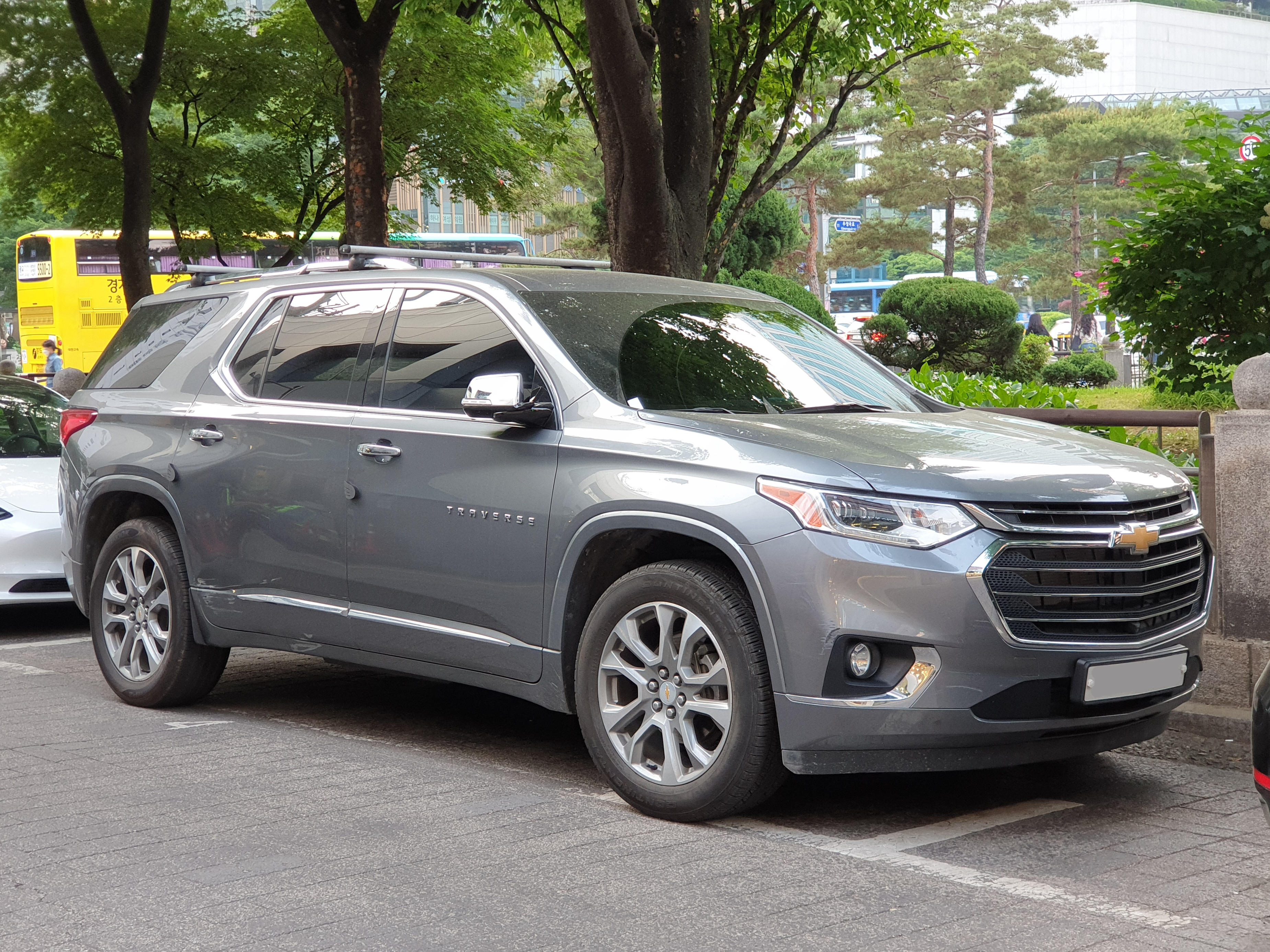
쉐보레 트래버스 (전기형) 정측면

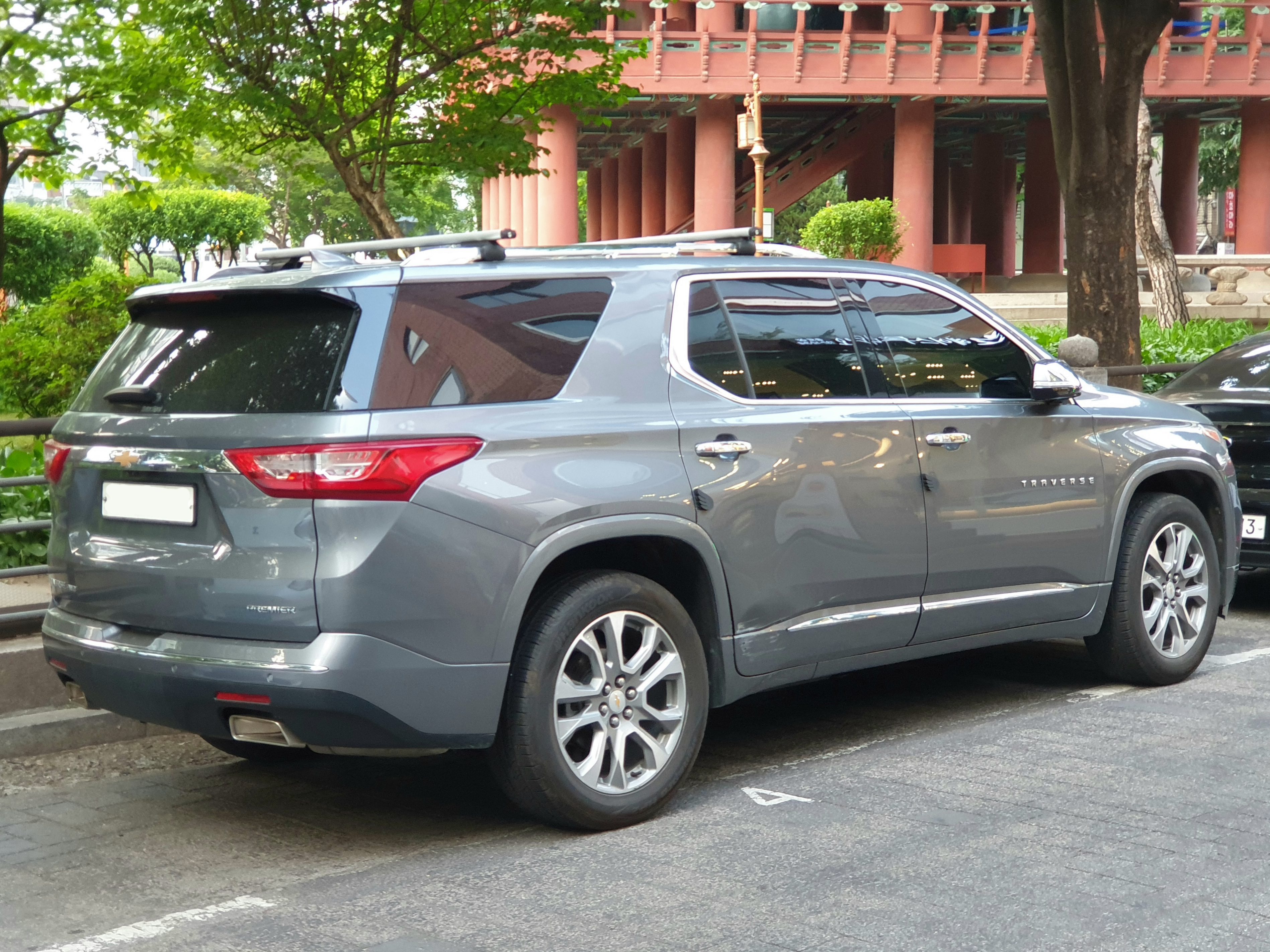
쉐보레 트래버스 (전기형) 후측면

2017년에 출시되었으며, 314마력 V6 3.6리터 DOHC 가솔린 직접분사 엔진과 9단 자동변속기가 맞물린다. 캐딜락 XT6과 플랫폼을 공용하며, 포드 익스플로러를 겨냥한다.
대한민국에는 2019년 9월에 첫 출시했다.
2021년에는 각진 육각형 라디에이터 그릴을 적용한 페이스리프트 모델이 미국 현지에서 출시됐다. 대한민국에는 2022년 1월 26일에 육각그릴 페이스리프트 모델을 출시했으며, 파워트레인의 변동은 없다.
지프 그랜드 체로키나 링컨 MKT 등과 더불어 대한민국에서는 장의차로 개조해서 이용하기도 하며, 원로 코미디언이자 MC 및 원로 가수 송해가 2022년 6월에 운명했을 때 2세대 트래버스를 개조한 장의차가 운구했다.
단종은 2025년 3월 31일까지 판매를 중단하고, 풀체인지 모델의 대한민국 출시 여부는 알 수 없다.

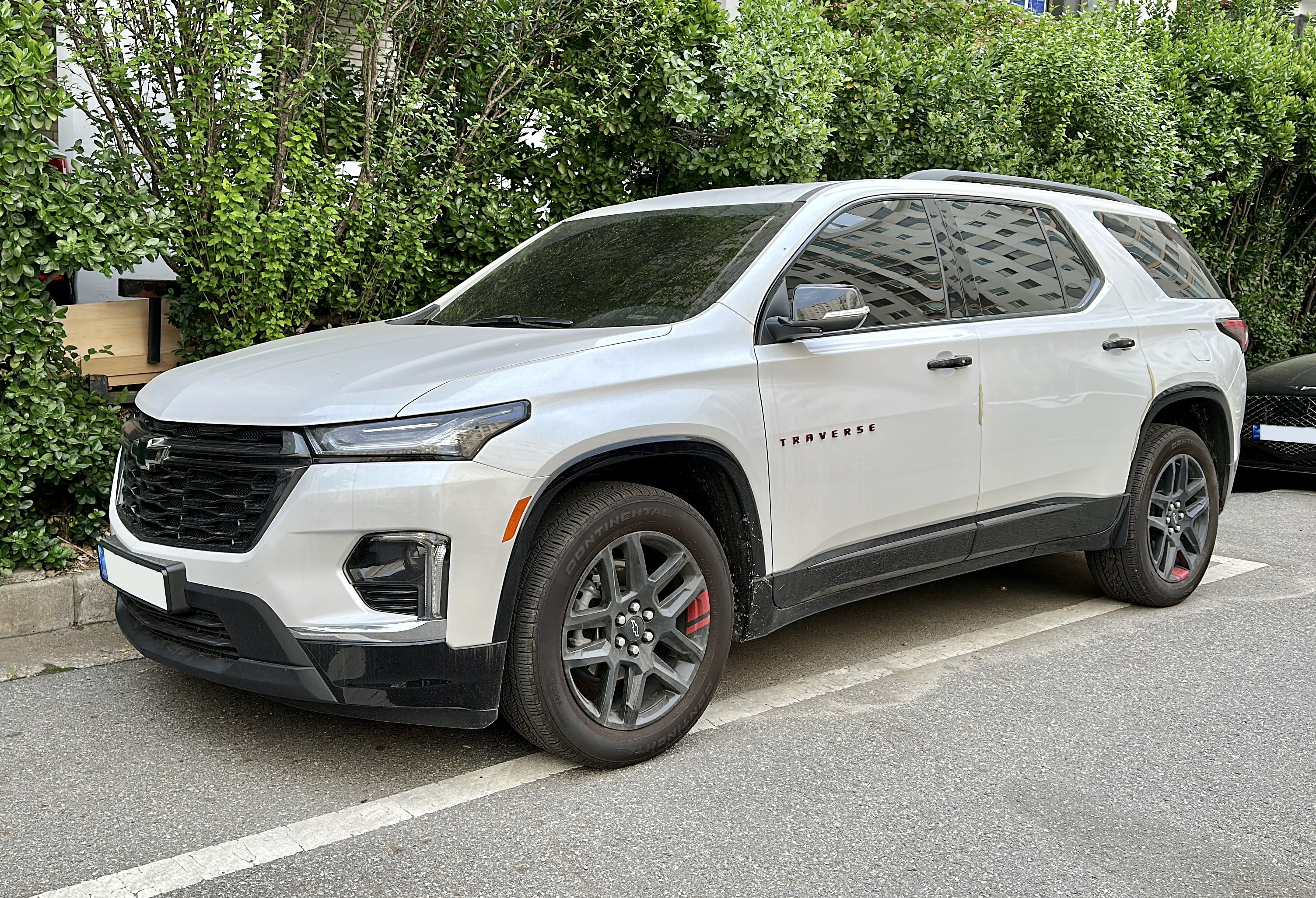
쉐보레 트래버스 (후기형) 정측면
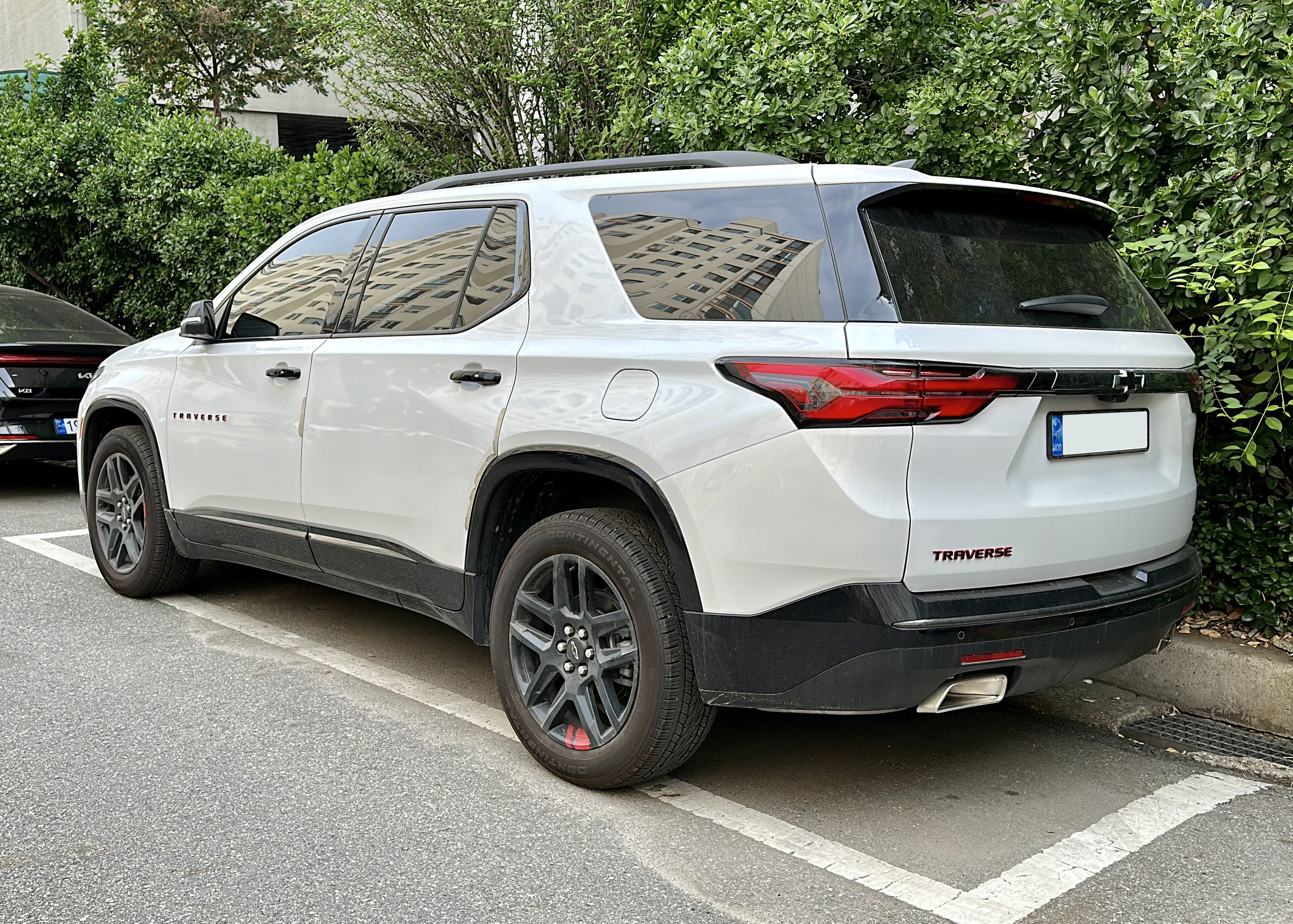
쉐보레 트래버스 (후기형) 후측면

## 3세대
2024년에 출시하며, 2.5리터 가솔린 터보 엔진과 8단 자동변속기가 달린다. 중국용에는 2.0리터 가솔린 터보 하이브리드도 있다.
2세대의 플랫폼을 약간 개량해서 이용하기 때문에 전륜구동 기반을 유지하며, 자동변속기는 플로어식 대신 컬럼식으로 적용한다. 대부분의 미국차에 적용되었던 긴 막대기 타입이 아닌, 벤츠 및 테슬라와 같은 짧은 바 형태의 전자식 컬럼 시프트 타입 자동변속기다.
생산은 2023년 12월부터 생산 시작하였다.

## 역대 슬로건

### 2세대
- SUPER SUV (트래버스)

## 경쟁 차종
- 현대자동차 - 맥스크루즈, 팰리세이드
- 기아자동차 - 모하비, 텔루라이드
- 쌍용자동차 - G4 렉스턴, 올 뉴 렉스턴
- 혼다 - 파일럿
- 포드 - 익스플로러, 플렉스
- 폭스바겐 - 아틀라스
- 지프 - 그랜드 체로키
- 닛산 - 패스파인더